# Thera taigana
Thera taigana är en fjärilsart som beskrevs av Alexander Michailovitsch Djakonov 1926. Thera taigana ingår i släktet Thera och familjen mätare. Inga underarter finns listade i Catalogue of Life.